# IC 5206
IC 5206 — галактика типу SBbc (компактна витягнута галактика) у сузір'ї Тукан.
Цей об'єкт міститься в оригінальній редакції індексного каталогу.